# Renato Zaccarelli
Renato Zaccarelli (Ancona, 18 gennaio 1951) è un ex calciatore, allenatore di calcio e dirigente sportivo italiano, di ruolo centrocampista.

## Carriera

### Giocatore

#### Club
Dopo Giorgio Ferrini e Paolo Pulici, Renato Zaccarelli è il terzo giocatore del Torino con più presenze in Serie A. Comincia a tirare i primi calci al pallone nelle file della Junior Ancona, storica squadra del quartiere dorico di Vallemiano; a 15 anni milita nelle giovanili del Torino, per poi essere ceduto a fare esperienza in Serie B con Catania e Novara, fino all'esordio in A con il Verona (1973). Ritorna granata nell'estate del 1974; dall'anno successivo formerà con Eraldo Pecci, Claudio Sala e Patrizio Sala un centrocampo eccezionale.

Zaccarelli (a destra), nell'occasione capitano granata, contrastato dallo juventino Antonio Cabrini nel derby di Torino del 18 novembre 1984

Zaccarelli era una mezzala classica, elegante, concreta e dal rendimento costante. Verso la fine della sua carriera arretra in difesa reinventandosi libero dal fine senso tattico, quasi un centrocampista aggiunto. In questo ruolo vive una seconda giovinezza a tal punto che nel 1986, all'età di 35 anni, gli viene assegnato il Guerin d'oro come miglior giocatore del campionato 1985-1986. Con il Toro ha vinto lo scudetto nel 1976.

#### Nazionale
Ha giocato per un lustro in nazionale (25 presenze e 2 gol) partecipando al campionato del mondo 1978 in Argentina, dove l'Italia arrivò quarta. Partì dalla panchina come rincalzo di Giancarlo Antognoni e alla fine collezionò cinque presenze e un gol, quello della vittoria in rimonta per 2-1 contro la Francia dell'allora emergente Michel Platini (che era passata per prima in vantaggio con una rete di Lacombe, segnata dopo appena 40 secondi di gioco).

### Allenatore e dirigente
Dopo avere appeso le scarpette al chiodo, Zaccarelli ha alternato la carriera di allenatore con quella di dirigente. Direttore sportivo del Torino nell'era Goveani, resiste al ciclo Calleri con il ruolo di team manager, mentre nel 1992-1993 diventa diesse dell'Alessandria. A questo punto intraprende la carriera di allenatore al servizio della Federazione, dapprima come commissario tecnico dell'Under-21 di Serie B e poi di vice dell'Under-21 maggiore.
Torna al Torino nel 2002 in qualità di dirigente del settore giovanile, mentre l'anno dopo succede a Sandro Mazzola come direttore generale. Zaccarelli si cimenta anche come allenatore nel finale del campionato di Serie A 2002-2003, subentrando a Renzo Ulivieri, e prima dei play-off di Serie B 2004-2005, al posto di Ezio Rossi: in questo frangente porta i granata alla promozione, e questo risulterà decisivo per le sorti del club granata che, pur non venendo promosso in Serie A in virtù delle decisioni della Covisoc, si guadagna comunque la permanenza in cadetteria dopo la revoca dell'affiliazione e la successiva rifondazione, grazie al lodo Petrucci, sotto la guida di Urbano Cairo.
Nel campionato 2005-2006 si trasferisce al Bologna con l'incarico di direttore sportivo.

### Dopo il ritiro
Ha ricoperto il ruolo di commentatore tecnico nelle telecronache delle partite di calcio trasmesse da Sky Italia, spesso affiancando il telecronista Antonio Nucera.

## Statistiche

### Presenze e reti nei club
| Stagione        | Squadra         | Campionato      | Campionato | Campionato | Coppe nazionali | Coppe nazionali | Coppe nazionali | Coppe continentali | Coppe continentali | Coppe continentali | Altre coppe | Altre coppe | Altre coppe | Totale | Totale |
| Stagione        | Squadra         | Comp            | Pres       | Reti       | Comp            | Pres            | Reti            | Comp               | Pres               | Reti               | Comp        | Pres        | Reti        | Pres   | Reti   |
| --------------- | --------------- | --------------- | ---------- | ---------- | --------------- | --------------- | --------------- | ------------------ | ------------------ | ------------------ | ----------- | ----------- | ----------- | ------ | ------ |
| 1968-1969       | Catania         | B               | 2          | 0          | CI              | 0               | 0               | -                  | -                  | -                  | -           | -           | -           | 2      | 0      |
| 1969-1970       | Torino          | A               | 0          | 0          | CI              | 0               | 0               | -                  | -                  | -                  | -           | -           | -           | 0      | 0      |
| 1970-1971       | Torino          | A               | 0          | 0          | CI              | 0               | 0               | -                  | -                  | -                  | CM          | 1           | 0           | 1      | 0      |
| 1971-1972       | Novara          | B               | 17         | 0          | CI              | 1               | 0               | -                  | -                  | -                  | -           | -           | -           | 18     | 0      |
| 1972-1973       | Novara          | B               | 35         | 1          | CI              | 3               | 0               | -                  | -                  | -                  | -           | -           | -           | 38     | 1      |
| Totale Novara   | Totale Novara   | Totale Novara   | 52         | 1          |                 | 4               | 0               |                    | -                  | -                  |             | -           | -           | 56     | 1      |
| 1973-1974       | Verona          | A               | 30         | 5          | CI              | 3               | 0               | -                  | -                  | -                  | -           | -           | -           | 33     | 5      |
| 1974-1975       | Torino          | A               | 27         | 3          | CI              | 9               | 1               | CU                 | 1                  | 0                  | -           | -           | -           | 37     | 4      |
| 1975-1976       | Torino          | A               | 28         | 4          | CI              | 4               | 0               | -                  | -                  | -                  | -           | -           | -           | 32     | 4      |
| 1976-1977       | Torino          | A               | 30         | 5          | CI              | 2               | 0               | CdC                | 4                  | 0                  | -           | -           | -           | 36     | 5      |
| 1977-1978       | Torino          | A               | 24         | 1          | CI              | 4               | 1               | CU                 | 3                  | 0                  | -           | -           | -           | 31     | 2      |
| 1978-1979       | Torino          | A               | 25         | 1          | CI              | 0               | 0               | CU                 | 0                  | 0                  | -           | -           | -           | 25     | 1      |
| 1979-1980       | Torino          | A               | 15         | 1          | CI              | 6               | 1               | CU                 | 1                  | 0                  | -           | -           | -           | 22     | 2      |
| 1980-1981       | Torino          | A               | 27         | 0          | CI              | 9               | 0               | CU                 | 5                  | 0                  | TdC         | 0           | 0           | 41     | 0      |
| 1981-1982       | Torino          | A               | 27         | 0          | CI              | 8               | 0               | -                  | -                  | -                  | -           | -           | -           | 35     | 0      |
| 1982-1983       | Torino          | A               | 22         | 0          | CI              | 5               | 0               | -                  | -                  | -                  | -           | -           | -           | 27     | 0      |
| 1983-1984       | Torino          | A               | 24         | 0          | CI              | 7               | 0               | -                  | -                  | -                  | -           | -           | -           | 31     | 0      |
| 1984-1985       | Torino          | A               | 28         | 1          | CI              | 6               | 1               | -                  | -                  | -                  | -           | -           | -           | 34     | 2      |
| 1985-1986       | Torino          | A               | 29         | 1          | CI              | 8               | 0               | CU                 | 4                  | 0                  | TE          | 2           | 0           | 43     | 1      |
| 1986-1987       | Torino          | A               | 12         | 0          | CI              | 4               | 0               | CU                 | 4                  | 0                  | -           | -           | -           | 20     | 0      |
| Totale Torino   | Totale Torino   | Totale Torino   | 318        | 17         |                 | 72              | 4               |                    | 22                 | 0                  |             | 3           | 0           | 415    | 21     |
| Totale carriera | Totale carriera | Totale carriera | 402        | 23         |                 | 79              | 4               |                    | 22                 | 0                  |             | 3           | 0           | 506    | 27     |

### Cronologia presenze e reti in nazionale
| Cronologia completa delle presenze e delle reti in nazionale ― Italia | Cronologia completa delle presenze e delle reti in nazionale ― Italia | Cronologia completa delle presenze e delle reti in nazionale ― Italia | Cronologia completa delle presenze e delle reti in nazionale ― Italia | Cronologia completa delle presenze e delle reti in nazionale ― Italia | Cronologia completa delle presenze e delle reti in nazionale ― Italia | Cronologia completa delle presenze e delle reti in nazionale ― Italia | Cronologia completa delle presenze e delle reti in nazionale ― Italia |
| Data                                                                  | Città                                                                 | In casa                                                               | Risultato                                                             | Ospiti                                                                | Competizione                                                          | Reti                                                                  | Note                                                                  |
| --------------------------------------------------------------------- | --------------------------------------------------------------------- | --------------------------------------------------------------------- | --------------------------------------------------------------------- | --------------------------------------------------------------------- | --------------------------------------------------------------------- | --------------------------------------------------------------------- | --------------------------------------------------------------------- |
| 26-10-1975                                                            | Varsavia                                                              | Polonia                                                               | 0 – 0                                                                 | Italia                                                                | Qual. Euro 1976                                                       | -                                                                     | 87’                                                                   |
| 30-12-1975                                                            | Firenze                                                               | Italia                                                                | 3 – 2                                                                 | Grecia                                                                | Amichevole                                                            | -                                                                     | 46’                                                                   |
| 23-5-1976                                                             | Washington                                                            | Stati Uniti League XI                                                 | 0 – 4                                                                 | Italia                                                                | Torneo del Bicentenario                                               | -                                                                     | 67’                                                                   |
| 28-5-1976                                                             | New York                                                              | Inghilterra                                                           | 3 – 2                                                                 | Italia                                                                | Torneo del Bicentenario                                               | -                                                                     | 57’                                                                   |
| 5-6-1976                                                              | Milano                                                                | Italia                                                                | 4 – 2                                                                 | Romania                                                               | Amichevole                                                            | -                                                                     | 46’                                                                   |
| 22-12-1976                                                            | Lisbona                                                               | Portogallo                                                            | 2 – 1                                                                 | Italia                                                                | Amichevole                                                            | -                                                                     | 59’                                                                   |
| 26-1-1977                                                             | Roma                                                                  | Italia                                                                | 2 – 1                                                                 | Belgio                                                                | Amichevole                                                            | -                                                                     |                                                                       |
| 8-6-1977                                                              | Helsinki                                                              | Finlandia                                                             | 0 – 3                                                                 | Italia                                                                | Qual. Mondiali 1978                                                   | -                                                                     |                                                                       |
| 8-10-1977                                                             | Berlino Ovest                                                         | Germania Ovest                                                        | 2 – 1                                                                 | Italia                                                                | Amichevole                                                            | -                                                                     |                                                                       |
| 15-10-1977                                                            | Torino                                                                | Italia                                                                | 6 – 1                                                                 | Finlandia                                                             | Qual. Mondiali 1978                                                   | 1                                                                     |                                                                       |
| 16-11-1977                                                            | Londra                                                                | Inghilterra                                                           | 2 – 0                                                                 | Italia                                                                | Qual. Mondiali 1978                                                   | -                                                                     |                                                                       |
| 3-12-1977                                                             | Roma                                                                  | Italia                                                                | 3 – 0                                                                 | Lussemburgo                                                           | Qual. Mondiali 1978                                                   | -                                                                     |                                                                       |
| 25-1-1978                                                             | Madrid                                                                | Spagna                                                                | 2 – 1                                                                 | Italia                                                                | Amichevole                                                            | -                                                                     | 60’                                                                   |
| 18-5-1978                                                             | Roma                                                                  | Italia                                                                | 0 – 0                                                                 | Jugoslavia                                                            | Amichevole                                                            | -                                                                     |                                                                       |
| 2-6-1978                                                              | Mar del Plata                                                         | Italia                                                                | 2 – 1                                                                 | Francia                                                               | Mondiali 1978 - 1º turno                                              | 1                                                                     | 46’                                                                   |
| 10-6-1978                                                             | Buenos Aires                                                          | Italia                                                                | 1 – 0                                                                 | Argentina                                                             | Mondiali 1978 - 1º turno                                              | -                                                                     | 73’                                                                   |
| 14-6-1978                                                             | Buenos Aires                                                          | Germania Ovest                                                        | 0 – 0                                                                 | Italia                                                                | Mondiali 1978 - 2º turno                                              | -                                                                     | 46’                                                                   |
| 18-6-1978                                                             | Buenos Aires                                                          | Italia                                                                | 1 – 0                                                                 | Austria                                                               | Mondiali 1978 - 2º turno                                              | -                                                                     |                                                                       |
| 21-6-1978                                                             | Buenos Aires                                                          | Paesi Bassi                                                           | 2 – 1                                                                 | Italia                                                                | Mondiali 1978 - 2º turno                                              | -                                                                     |                                                                       |
| 24-2-1979                                                             | Milano                                                                | Italia                                                                | 3 – 0                                                                 | Paesi Bassi                                                           | Amichevole                                                            | -                                                                     | 74’                                                                   |
| 13-6-1979                                                             | Zagabria                                                              | Jugoslavia                                                            | 4 – 1                                                                 | Italia                                                                | Amichevole                                                            | -                                                                     |                                                                       |
| 16-2-1980                                                             | Napoli                                                                | Italia                                                                | 2 – 1                                                                 | Romania                                                               | Amichevole                                                            | -                                                                     | 79’                                                                   |
| 19-4-1980                                                             | Torino                                                                | Italia                                                                | 2 – 2                                                                 | Polonia                                                               | Amichevole                                                            | -                                                                     | 46’ 53’                                                               |
| 24-9-1980                                                             | Genova                                                                | Italia                                                                | 3 – 1                                                                 | Portogallo                                                            | Amichevole                                                            | -                                                                     | 46’                                                                   |
| 15-11-1980                                                            | Torino                                                                | Italia                                                                | 2 – 0                                                                 | Jugoslavia                                                            | Qual. Mondiali 1982                                                   | -                                                                     | 79’ 85’                                                               |
| Totale                                                                |                                                                       | Presenze                                                              | 25                                                                    |                                                                       | Reti                                                                  | 2                                                                     |                                                                       |

### Statistiche da allenatore
Statistiche aggiornate al 26 giugno 2005.
| Stagione        | Squadra         | Campionato      | Campionato | Campionato | Campionato | Campionato | Coppe nazionali | Coppe nazionali | Coppe nazionali | Coppe nazionali | Coppe nazionali | Coppe continentali | Coppe continentali | Coppe continentali | Coppe continentali | Coppe continentali | Altre coppe | Altre coppe | Altre coppe | Altre coppe | Altre coppe | Totale | Totale | Totale | Totale | % Vittorie |
| Stagione        | Squadra         | Comp            | G          | V          | N          | P          | Comp            | G               | V               | N               | P               | Comp               | G                  | V                  | N                  | P                  | Comp        | G           | V           | N           | P           | G      | V      | N      | P      | %          |
| --------------- | --------------- | --------------- | ---------- | ---------- | ---------- | ---------- | --------------- | --------------- | --------------- | --------------- | --------------- | ------------------ | ------------------ | ------------------ | ------------------ | ------------------ | ----------- | ----------- | ----------- | ----------- | ----------- | ------ | ------ | ------ | ------ | ---------- |
| 2002-2003       | Torino          | A               | 7          | 2          | 0          | 5          | -               | -               | -               | -               | -               | -                  | -                  | -                  | -                  | -                  | -           | -           | -           | -           | -           | 7      | 2      | 0      | 5      | 28,57      |
| giu. 2005       | Torino          | B               | 2+4        | 2+3        | 0          | 0+1        | -               | -               | -               | -               | -               | -                  | -                  | -                  | -                  | -                  | -           | -           | -           | -           | -           | 6      | 5      | 0      | 1      | 83,33      |
| Totale Torino   | Totale Torino   | Totale Torino   | 9+4        | 4+3        | 0          | 5+1        |                 | -               | -               | -               | -               |                    | -                  | -                  | -                  | -                  |             | -           | -           | -           | -           | 13     | 7      | 0      | 6      | 53,85      |
| Totale carriera | Totale carriera | Totale carriera | 13         | 7          | 0          | 6          |                 | -               | -               | -               | -               |                    | -                  | -                  | -                  | -                  |             | -           | -           | -           | -           | 13     | 7      | 0      | 6      | 53,85      |

### Numeri
- Esordio in Serie A: 7 ottobre 1973, Fiorentina-Verona 2-1.
- Esordio in Nazionale: 26 ottobre 1975, Polonia-Italia 0-0.
- Presenze in Serie A: 347 (22 reti)
- Presenze in Nazionale: 25 (2 reti)
- Presenze ai Mondiali: 5 (1 rete)

## Palmarès

### Giocatore

#### Club
- Coppa Italia: 1

Torino: 1970-1971
- Campionato italiano: 1

Torino: 1975-1976

#### Individuale
- Guerin d'oro: 1

1986